# サラミス (ガンダムシリーズ)
サラミス（SALAMIS）は、『ガンダムシリーズ』のうち、宇宙世紀を舞台にした作品に登場する架空の兵器。初出は、1979年に放送されたテレビアニメ『機動戦士ガンダム』。「サラミス級」とクラス名になったのは『モビルスーツバリエーション』の文字設定より。
作中の主人公側の勢力である地球連邦軍が運用する宇宙巡洋艦で、一年戦争後もモビルスーツ（MS）搭載能力の付与などの改修を受けながら、長期に渡り運用され続けている。
本記事では改修型のほか、同名艦であるサラミス級宇宙警備艇についても記述する。

## 概要
宇宙世紀0070年代の軍備増強計画により、マゼラン級宇宙戦艦と共に大量建造された主力艦艇。大艦巨砲主義の性格が色濃いマゼラン級に比べ、速射性能の高い中口径単装メガ粒子砲とファランクスシステムで制御される対宙ミサイルにより、汎用戦闘艦としての優れたポテンシャルを持つ。マゼラン級同様、艦底には大気圏突入カプセルを接続する。一年戦争より前は恐れられたが、電波を利用した精密誘導に頼るこれらの装備はミノフスキー粒子によって無効化され、苦しい近接防空戦闘を恒常的に強いられることになる。しかし、ソロモン攻略戦ではマゼラン級戦艦とともに強大な火力を生かしてグワラン艦隊を撃退するほか、弾かれこそするもののビグ・ザムに対して長距離からのメガ粒子砲をかなりの密度で命中させるなど、本領と言える攻撃力の高さを見せる場面もある。
なお、メガ粒子砲を単装で艦体各所に装備しているため、ムサイ級軽巡洋艦より死角は少ないが、方向によっては指向可能な数が劣り、全砲塔を一点へ向ける統制射撃が不可能になっている。ただし、各砲塔の射界は広く取られ、砲身の仰角も90度指向可能である。ア・バオア・クー攻略戦の最終局面では、後方への火力に難があるムサイをやや同航体勢から射撃を浴びせ撃破する本級の姿が描かれている。
後期型はルウム戦役での敗北後、ビンソン計画によって大量に建造される。建造は主に地球上で行われ、ブースターを装着して直接宇宙へ打ち上げられた。打ち上げ時は無防備となるため、敵の攻撃に備えてフレアを散布することもできる。当初はMSの搭載能力はなかったが、一年戦争末期に登場した後期型では艦内部にMSデッキを増設し、艦底部に設けたハッチからジムを投下することが可能となった。さらには、上下の甲板にMSを露天繋止して一斉発進する処置も採られた。この方式には整備などの難点があるものの、本来の運用定数以上のMSを戦場に投入できるメリットがある。また、このタイプでは上甲板の単装メガ粒子砲塔を撤去しているのが特徴である。船体下部の巨大な放熱板は、搭載MSの機体冷却にも有用であった。
サラミス級巡洋艦は、連邦軍の量産型MSジムやボールなどとともに数多く投入され、その物量の一翼を担った。一年戦争では多数が撃沈されたが、それでも膨大なサラミス級が生き残っている。その後、さまざまな改良と同型新造艦の建造も継続され、本艦型はU.C.153年のザンスカール戦争に至っても現役であり続けた。

### 劇中での活躍
テレビ版『機動戦士ガンダム』第1話オープニングで初登場。ジオン艦隊の艦砲斉射でコロニーと共に破壊された（艦名は不明、塗装は緑色）。第4話で同型艦「マダガスカル」が登場し、第5話で「サラミス」の名称が明らかとなる。第35話で再登場し、マゼラン級戦艦やホワイトベースと共に宇宙要塞ソロモンの攻略戦に参加した結果、ソロモンの攻略には成功するが、ビグ・ザムの反撃で多数の本級が轟沈した。第40話ではニュータイプ用モビルアーマーのエルメスに集中砲火を浴びせ、操縦者のララァ・スンの集中力を拡散させてオールレンジ攻撃を阻止する。しかし、シャア専用ゲルググの参戦でエルメスは本来の調子を取り戻し、サラミスは撃沈された。
第42話・第43話のア・バオア・クーの戦いでも、ジオン軍守備隊の抵抗やジオングの圧倒的性能、衛星ミサイルによって無数のサラミス級が沈んだ。それでも本級はドロス級空母の撃沈に貢献し、連邦軍の攻勢を支え続けたほか、グワジン級戦艦に体当たりした艦が共に轟沈する描写も見られる。最終局面では、脱出しようとするキシリア・ザビが乗るザンジバル級機動巡洋艦を砲撃し、撃沈する殊勲もあげている。
OVA『機動戦士ガンダム0080 ポケットの中の戦争』では、劇中描写こそないもののサイド6近郊にいたマイーア・パゾク中佐指揮するサラミス級2隻がチベ級ティベ型1隻とムサイ級最終生産型2隻からなるジオン艦隊を発見し、コロニーの残骸を利用するなどして数の不利を補い、僚艦1隻を失いつつもジオン艦隊の1隻を沈め、投降させた。これにより、ジオン艦隊が狙っていたコロニーへの核攻撃を阻止している。
OVA『機動戦士ガンダム MS IGLOO』では、従来の作品での描写とは大きく異なり、宇宙空間を高速に航行して戦闘を行うように描かれている。『MS IGLOO -1年戦争秘録-』第1話冒頭では、2隻の本級がムサイ級軽巡洋艦1隻と交戦してパプア級1隻を撃沈するもののサラミス1隻が撃沈され、1隻が中破して撤退した。後半のルウム戦役ではマゼラン級戦艦と共に大艦隊を形成し、ムサイ主体のジオン軍宇宙艦隊を圧倒した。しかし、ジオン軍がザクIIを投入すると逆に圧倒され、シャア専用ザクによって少なくとも1隻が撃沈された。本シリーズではその後も多数のサラミス級巡洋艦が登場するが、捕虜となった味方もろとも敵機を撃墜するなど、悪役としての描写が目立った。
OVA『機動戦士ガンダム MS IGLOO 2 重力戦線』第1話冒頭（0079年3月1日）では、ジオン軍地球降下作戦を阻止すべく3隻のサラミス級巡洋艦が突撃を敢行した。だがムサイ級軽巡洋艦3隻に迎撃され、サラミス1隻が撃沈、サラミス2隻が損傷の結果に終わり、阻止作戦も失敗した。
漫画『MS戦記 機動戦士ガンダム0079外伝』と『機動戦士ガンダム0079』では強大な火力でMSに応戦する様子が見られ、一般兵士にとっては脅威として描かれている。ア・バオア・クーでは密集したサラミス艦隊の一斉射撃により、ゲルググを主力としたMS部隊を壊滅に追い込んでいる。その際に指揮官であったフレデリック・ブラウンは「敵艦隊が前進してくる！下がれ！下がれ！」と絶叫しており、サラミス級の総攻撃を脅威と認識している。

### 同型艦

#### マダガスカル
第4話冒頭で、ルナツーに入港するシーンが詳細に描かれている。
書籍『機動戦士ガンダム 戦略戦術大図鑑』によれば、第5話で大気圏突入に臨むホワイトベースに随伴したサラミス級も「マダガスカル」であるとしているが、劇中では「サラミス」としか呼ばれていない。艦長のリード中尉は大気圏突入カプセルに移乗し、ホワイトベースを先導する。その後の本艦は、カミラ少尉に任されている。

#### サフラン
第42話の、ソーラ・レイ照射直後で混乱する通信の中に艦名のみ登場。作中ではサラミス級かどうか不明。第12分隊で唯一の残存艦である。漫画『機動戦士ガンダム THE ORIGIN』では「応答なし」。
小説版ではサラミス・タイプとして登場。ルナツー基地を拠点とする、マゼラン級戦艦「ハル」を旗艦とする第13独立戦隊（司令官はワッケイン大佐）に所属し、テキサスコロニー近郊の戦いに参戦。テキサスコロニー内部で撃沈したペガサス、ザンジバルから脱出した乗組員を救助する。

#### シスコ
「サフラン」同様、第42話の通信の中に艦名のみ登場し、サラミス級かどうかも不明。ソーラ・レイにより損傷。漫画『THE ORIGIN』では、第7戦隊唯一の残存艦とされる。
小説版ではサラミス・タイプとして登場、「サフラン」とともに第13独立戦隊に所属する。

#### 映像作品以外
キプロス / グレーデン
小説版『ガンダム』に登場。ペガサス・J（ジュニア）を旗艦とする第127独立戦隊の僚艦。グレーデンはコレヒドール宙域の激戦で轟沈。キプロスは言及がないものの、ア・バオア・クーを脱出するペガサス・Jには2隻のサラミス級が随伴している。
トリチゲン
小説版『ガンダム』に登場。テキサスにて大破したガンダムからコアファイターで脱出し、サイド6にまで流れ着いたアムロ・レイを回収する。その後、月のフロント・バック基地（占領したグラナダをファースト・ステップと改名し、その反対側に作った拠点）までアムロを送り届ける。
パナマ (Panama)
漫画『MS戦記 機動戦士ガンダム0079外伝』に登場。艦名はエンジンの横に記されており、別に「131」の表記もある。
開戦初頭のブリティッシュ作戦による奇襲攻撃を生き延び、コロニーに毒ガスを流し込んでのコロニー落としを目論むジオン軍に対し、単艦で攻撃する。主人公フレデリック・ブラウンの所属するザク中隊と交戦し、猛烈な対空攻撃で少なくとも2機のザクを撃破したが、突破した複数のザクによって沈められた。
ハンプトン
漫画『機動戦士ガンダム C.D.A. 若き彗星の肖像』に登場。
宇宙世紀0081年、小惑星帯機動艦隊9番艦として、ジオン公国残党が潜む小惑星アクシズ制圧に出動。同年12月、小惑星帯機動艦隊が小惑星アクシズ宙域でジオン残党へ降伏した時に艦隊を離脱し、地球圏へ逃亡する。逃亡中の宇宙世紀0082年12月、ジオン残党を乗せて高速で航行中のザンジバル改級巡洋艦インゴルシュタットと船体が接触し、爆発する。艦内では食料不足が起こっており、艦長以下の全乗員が痩せこけた姿で登場する。食料を浮かせるために自決する兵が出ていたが、秩序は維持している。
ビルケニア
雑誌企画『TYRANT SWORD Of NEOFALIA』に登場。辺境守備艦隊所属で、物語冒頭で主人公のキース・マクレガーが配属されている。搭載機はジムII改。
シンブリア
漫画『アウターガンダム』に登場。ルナツーを母港とする。グラハム・チェンバレンが指揮する第二十一支援艦隊に所属していたが、所属する他のサラミス級共々損耗し、宇宙世紀0079年10月18日にジオン軍のMS隊によって撃沈されている。
ポートビル
漫画『機動戦士ガンダム0083 REBELLION』に登場。0083年にもかかわらずサラミス改級への改装はおこなわれていない（外観は『MS IGLOO』版に準ずる）。艦体前部にジム改6機を係留する。
慣熟航行中のアルビオンの僚艦として護衛するが、1月1日にアルビオンを民間の貨物船と誤認したジオン残党のシーマ艦隊の襲撃を受ける。敵を引きつけて盾となり、アルビオンを逃がしたものの、MS隊は全滅したうえに本艦も損傷し、シーマ・ガラハウのゲルググMによってブリッジに火器を突きつけられる。
マリアナ
『ガンダム・センチネル』のムック未収録の企画「センチネル0079」に登場。ソロモン攻略戦に参加。同艦所属の第120中隊のパイロットにストール・マニングス少尉（当時）とトッシュ・クレイ少尉（当時）がいる。

### ボール搭載型サラミス級巡洋艦
OVA『機動戦士ガンダム MS IGLOO -1年戦争秘録-』に登場。
一種の航空巡洋艦で、ボールを運用するため、上甲板と艦体側面のメガ粒子砲、ミサイルランチャーを撤去し、上甲板にボール用プラットホーム6基を増設している。単艦、または少数艦で哨戒任務についた。本級とボールの存在によってルナツー周辺はジオン軍にとって危険な宙域となり、護衛なしの輸送船団は即座に撃沈されかねない状況と化している。

#### 同型艦（ボール搭載型）

##### 映像作品以外（ボール搭載型）
ナガヌマ
「MG 1/100 RB-79 ボール（シャークマウスマーキング仕様）」の説明書に登場。オハイオ小隊がソロモン戦時に母艦としていたとされる。なお、『MS IGLOO』本編でのオハイオ小隊の母艦は同説明書中では単に「サラミス」とされており、ナガヌマと同一の艦であるかは示されていない。

### フジ級輸送艦
劇場アトラクション『GUNDAM THE RIDE』に登場。
サラミス級を改装した輸送艦。ア・バオア・クー攻略戦で難民を移送する輸送艦として同級の「スルガ」が登場する（艦長はヘンケン・ベッケナー）。名称の由来は同アトラクションのあった富士急ハイランドから。

### ネルソン級MS軽空母
メカニックデザイン企画『モビルスーツバリエーション (MSV)』の続編である『MSV-R』で設定された。
ジムの開発決定と同時にMS用空母の開発が計画され、提出された数十の開発案から効果的かつ汎用性の高いものがいくつか採用される。本艦もそのうちのひとつで、サラミス級をベースに、船体の両舷にMSを格納・整備するカーゴ・ベイが増設されており、簡易型の汎用空母として設計されている。カーゴ・ベイは前方にスライドして伸長が可能。カーゴ・ベイ前方にカタパルト・デッキをもつが、のちにセイバーフィッシュなどの戦闘機用に射出カタパルトが増設されている。
宇宙世紀0079年9月からルナツーのドックで改修作業が開始され、3ヶ月で終了予定だったが、資材を運ぶ補給艦隊が襲撃されるなどのアクシデントが重なり、一年戦争終結後の0080年2月に完成している。間もなく、予定されていた8隻の改修作業は白紙に戻されるが、すでに80パーセントまで作業が進行していた2隻が完成、計3隻の建造で終了している。1番艦は1年ほど運用されたあと、MS訓練艦の任に就いている。ほかの2隻も同様にMS空母の任を解かれ、補給艦隊に配備されている。現在、艦名と艦番号が知られているのはネーム・シップのSCV-102「ネルソン」のみである。
なお、『機動戦士ガンダム』放送前に富野喜幸監督によって書かれた「機動戦士ガンダム設定書・原案」の「地球連邦国軍備要覧」の中に、「ネルソン・タイプ空母」の名が見られる。

#### ランケア
Lancea
ゲーム『機動戦士ガンダム外伝 THE BLUE DESTINY』のリメイク漫画『ザ・ブルーディスティニー』に登場。
「サラミス級MS軽空母試験艦」に分類され、本艦のデータをもとにネルソン級が建造される。廃艦直前のサラミス級をベースに、左舷にのみネルソン級と同型のカーゴ・ベイが増設されている。宇宙に上がった第11独立機械化混成部隊の母艦となる。艦長はデイヴィッド・ベンフォード中佐。

## サラミス改（0083版）
OVA『機動戦士ガンダム0083 STARDUST MEMORY』に登場するサラミスの改良型。後述するサラミス改（Ζガンダム版）との混同を避けるために、ゲーム『SDガンダム GGENERATION』シリーズでは「サラミス（0083）」との表記も見られる。小説版では「防空型」とされている。
全長198m。両舷および艦底に連装メガ粒子砲を装備。機関部の単装メガ粒子砲の配置を変更して死角を減らし、各方向への指向数を大幅に増加して対宙機銃も増強し、補助ノズル4基を装着している。上方前部主砲は単装砲のままだが、その後方にVLSらしきハッチが8つ確認できる。ただし、本格的なMS運用能力は持たされていない。そのため、熟練したパイロットの操るMSなどが他艦による直掩を突破して接近した際には、容易に撃沈されている。ザンジバル級機動巡洋艦の後期型との反航遭遇戦では、戦術運動や錬度で劣っていたとはいえ強力な前方火力で応戦する姿が見られ、デラーズ・フリートを追撃していた巡洋艦戦隊の指揮官もその砲戦能力に期待をかけている場面もある。

### 劇中での活躍（0083版）
当時の主力艦として多数が登場する。初登場は第5話冒頭で、宇宙へ脱出したアナベル・ガトーとガンダム試作2号機を捕捉すべく地球軌道上に3隻が投入されるが、2号機を収容すべく侵入したムサイ級巡洋艦（後期生産型）2隻（うち1隻は「ペール・ギュント」）の攻撃を受け、全滅する。サラミス改（Ζガンダム版）と異なり、ほかの映像作品には登場しない。
漫画『機動戦士ガンダム クライマックスU.C. 紡がれし血統』では、宇宙世紀0123年のフロンティア・サイド駐留艦隊所属として、両舷にラー・カイラム級戦艦に似たカタパルト・デッキを増設したタイプが3隻登場する。艦体色はグリーン。
漫画『機動戦士ガンダムF90 ファステストフォーミュラ』では、後部エンジン・ブロックの形状が異なり大型化した艦が、0115年に宙賊の母艦として1隻が運用されている。特殊部隊「ファステストフォーミュラ」と交戦し、ガザCとガザDによる防衛もむなしく沈黙する。

### 同型艦（0083版）

#### ユイリン / ナッシュビル
Yulin / Nashville
第5話中盤で、強奪された試作2号機を追う強襲揚陸艦アルビオンと合流する。ほどなくしてシーマ艦隊の襲撃に遭い、ユイリンはザンジバルII級機動巡洋艦「リリー・マルレーン」の砲撃を受け、ナッシュビルもシーマ・ガラハウが搭乗するゲルググMの攻撃を受け、ともに轟沈する。

#### マドラス / モンテレー
観艦式に参加するが、試作2号機による核攻撃の被害をまぬがれる。マゼラン改級戦艦「ツーロン」を旗艦として残存艦で急遽編成されたコロニー追撃艦隊に編入されるが、第11話で月軌道上においてマドラスは推進剤切れを起こし、モンテレーは推力低下によって戦列を離れる。

#### マダガスカル（0083版）
第12話から登場。艦名は小説版『0083』により、『機動戦士ガンダム』に登場したサラミス級「マダガスカル」を改装されたものとされる。第1軌道艦隊臨時旗艦としてバスク・オム大佐が座乗する。第13話でソーラ・システムIIのコロニーへの照射を指揮するが、失敗に終わる。終盤には撃沈されたコントロール艦に代わってシステムを制御し、再照射によって味方の先鋒隊ごとデラーズ・フリートの残存部隊を薙ぎ払う。

#### 映像作品以外（0083版）
ソルトレイクシチー
小説版『0083』に登場。コロニー追撃艦隊に編入されるが、観艦式での損傷から反応炉の出力が低下し、戦列を離れる。
サウスダコタ
小説版『0083』に登場。コロニー追撃艦隊に編入され、余剰推進剤を積載していたため、残る十数隻とともに月軌道上からさらに追撃をかけるが、アナベル・ガトーの搭乗するノイエ・ジールによって全滅し、本艦も最後に撃沈される。

## サラミス改（Ζガンダム版）
アニメ『機動戦士Ζガンダム』に登場したサラミス級の近代化改修型。最も目を惹くのはMSとの連携を前提に船体前半部に設けられたMSデッキで、デッキ後部にハッチ兼用のエレベータ、船体上部にカタパルトが設けられたことである。これは正面切った砲戦を前提に避弾経始を重視して楔形の船体構造を持つマゼラン級に対し、艦首が箱型構造となっていたことが幸いしたといえる。その代償として、艦首の単装メガ粒子砲1基および両舷の6連ミサイルランチャーは撤去されているが、左右両舷に存在していた艦橋構造物に代わって戦艦級の連装メガ粒子砲が増設され、結果的に砲力は増大している。
他に船体中央部（ブリッジ前方）の特徴的なY字構造上の大型連装対空砲はブリッジ左右の連装対空砲に換装されている。また、ブリッジ構造物周辺に合計8基の単装対空砲が増設されており、対空砲は連装6基単装8基合計20門を数える。なお、多くは既存艦の改装だが、この設計に基づいて新たに新造された艦も存在する模様。
これらの装備増強で生じた質量増大で加速能力が低下することを防ぐために、メインエンジンの左右に各1基のサブエンジンが増設され、増えた排熱対策に船体下部を膨らませて冷却装置を搭載している。その結果、本艦級の完成度は非常に高いものになった。なお、連装主砲・単装副砲は共にアレキサンドリア級と同一のデザインを有する。
宇宙世紀0070年代後半から地球連邦軍宇宙艦隊の中核として大量建造がなされた本級は、その優れた汎用性によって早くにその姿を消したマゼラン級とは対照的に、極めて長期にわたって運用されることとなった。
宇宙世紀0150年代にはミノフスキー・クラフトの搭載などの大規模改修が行われているものの、艦級を改められることも無く多数が第一線で運用され続けていることが、『Vガンダム』劇中にて確認できる。

### 劇中での活躍（Ζガンダム版）
主力艦として連邦軍、ティターンズ、エゥーゴが運用する。艦体色は、連邦軍が薄紫とダーク・ブルーと赤、ティターンズがグレーと赤、エゥーゴが濃淡グリーン。
『機動戦士ガンダムΖΖ』では、最終回でブライト・ノアが指揮を執る連邦軍・エゥーゴ合同艦隊として複数の艦がアクシズでの戦闘終結後に登場する。
雑誌企画『ガンダム・センチネル』では編成表が設定されており、連邦軍およびニューディサイズの艦艇として数多くの同型艦が登場する。
『機動戦士ガンダム 逆襲のシャア』では、ルナツー駐留艦隊や、ロンド・ベルの援軍として駆けつける「八八艦隊」などで同型艦が登場する。
『機動戦士ガンダムF91』では、フロンティアIVコロニーに繋留されている同型艦がクロスボーン・バンガードの偵察部隊により港口で攻撃され、艦橋を破壊される。
『機動戦士Vガンダム』では、ミノフスキー・クラフトが装備され、リーンホース離水時の牽引や、ムバラク艦隊所属艦として大気圏内及び成層圏での戦闘に参加する。ムバラク艦隊所属艦は連邦軍標準色だが、リガ・ミリティアのバグレ隊所属艦隊は土色に塗装されている。

### 同型艦（Ζガンダム版）

#### モンブラン
第2話より登場。エゥーゴ所属で、物語当初の強襲巡洋艦アーガマに随伴する。第6話で、地球衛星軌道上での戦闘中に「ボスニア」のライラ隊の攻撃を受け、轟沈する（劇場版ではこのエピソードは省略されている）。搭載機はジムIIで、劇場版ではネモも確認できる。漫画『機動戦士Ζガンダム Define』では、艦長はエムブラとされる。

#### ボスニア
第3話より登場。地球連邦軍ルナツー所属。艦長はチャン・ヤー少佐、MS隊長はライラ・ミラ・ライラ大尉。ガンダムMk-II強奪直後のアーガマを臨検するものの反発に遭い、交戦となる。その後、ブルネイに代わる形でティターンズ指揮下に入り、重巡洋艦アレキサンドリアらとともにアーガマを追撃する。モンブラン撃沈後、単艦でアーガマを追撃するもののサイド1・30バンチ宙域で交戦となり、ライラ機を含むMS隊が全滅する。その後、アレキサンドリアと再合流して月のグラナダへ入港し、アナハイム・エレクトロニクス（AE）社から補給を受ける。出港後はアンマンを爆撃し、アーガマの出港を足止めする。
劇場版では、テレビ版の「サチワヌ」に当たる艦が「ボスニア」とされており、ライラを含む乗員もティターンズ所属に変更されている。また、テレビ版で「ボスニア」はエゥーゴのジャブロー降下作戦阻止に参加したことが確認できないが、劇場版では参加している。

#### サチワヌ
第3話より登場。ティターンズ所属。ガンダムMk-IIを巡り、アレキサンドリアらとともにアーガマを追撃。第9話では、グラナダ入港中にエゥーゴに奪取され、エゥーゴカラーに塗り替えられるが、ガディ・キンゼーは「サチワヌ」であることを看破する（劇場版では、このエピソードはカットされている）。同型艦5隻とともにグラナダを出港し、ジャブロー降下作戦に参加している。

#### ブルネイ
第3話より登場。ティターンズ所属。アレキサンドリアらとともにアーガマを追撃するが、第5話でバスク・オム大佐を乗せグリプスに向かう。劇場版では、ジャブロー降下作戦阻止に参加している。

#### シチリア
第11話に登場。エゥーゴ所属。ジャブロー降下作戦当初、MSの出撃中にパプテマス・シロッコが搭乗するメッサーラの攻撃を受け、撃沈される。漫画『機動戦士Ζガンダム Define』では、艦長はチェスワフ・ペレルマンとされる。

#### ハイフォン
OVA 『GUNDAM EVOLVE ../9  MSZ-006 Ζ-GUNDAM』に登場。エゥーゴ所属。戦艦スタウトおよび同型艦2隻とともにチャクラ研究所防衛に当たるが、ゲミヌスの攻撃によって撃沈される。

#### 映像作品以外（Ζガンダム版）
レパルス / スティキスホルム
『ガンダム・センチネル』に登場。地球連邦軍α任務部隊の所属艦として巡洋艦ペガサスIIIとともに「ペズンの反乱」の主要な戦闘に参加しているが、エアーズ市に対する降下作戦「イーグル・フォール」の後は、艦速がペガサスIIIに及ばないことからニューディサイズ追撃から外れている。
タカオ / ロングビーチ
『ガンダム・センチネル』に登場。α任務部隊に所属していたが、ニューディサイズに占拠されたペズンへの1度目の攻撃の際に、ペズンの周囲に展開されていた衛星ミサイルの直撃を受けて撃沈される。
ユリシーズ / カンバーランド
『ガンダム・センチネル』に登場。地球連邦軍所属。元はサイド5に駐留していた艦だが、撃沈されたタカオおよびロングビーチの代艦としてα任務部隊に編入され、ペズンへの2度目の攻撃と「イーグル・フォール」作戦に参加。その後、優速をもって単艦でニューディサイズを追撃するペガサスIIIと分かれている。
エクゼター / キャンベラ / アトランタ / プリンツ・オイゲン
『ガンダム・センチネル』に登場。地球連邦軍本星艦隊に所属しており、「イーグル・フォール」作戦においてエクゼターを旗艦とするβ任務部隊を編成し、α任務部隊の援護に当たっている。
モガミ / アストリア / ヨーク / トリエステ
『ガンダム・センチネル』に登場。本星艦隊に所属しており、モガミを旗艦とするγ任務部隊を編成して「イーグル・フォール」作戦に参加している。
ストラスブール / ポートランド / サセックス / シェフィールド
『ガンダム・センチネル』に登場。本星艦隊に所属しており、ストラスブールを旗艦とするδ任務部隊を編成して「イーグル・フォール」作戦に参加している。
アオバ
『ガンダム・センチネル』に登場。決起時からニューディサイズに参加している艦の中で唯一「ペズンの反乱」を生き延びており、最終的には損傷を負いながらもペンタ占拠に参加した後、α任務部隊に投降している。
トレント / ダンケルク
『ガンダム・センチネル』に登場。ニューディサイズに参加しており、「イーグル・フォール」作戦時に撃沈される。
ヴォルゴグラード / カシマ / ブラジリア / ストックホルム
『ガンダム・センチネル』に登場。本星艦隊のX分遣艦隊（エイノー艦隊）に所属していたが、艦隊司令ブライアン・エイノーに呼応して反乱を起こし、エアーズ市でニューディサイズと合流した後、「イーグル・フォール」作戦時に撃沈される。
パナマ（パナマII）  / ドルトムント
『ガンダム・センチネル』に登場。エイノー艦隊の所属艦として反乱を起こすが、エアーズ市へ向かう途中に生じたサイド4駐留の連邦軍・エゥーゴ部隊との戦闘の際に撃沈される。
パサデナ / ダナン
『ガンダム・センチネル』に登場。X分遣艦隊に所属していたがエイノーの反乱には加わらず、同じく反乱に参加しなかった将兵を乗せたコロンブス級輸送艦2隻とともに艦隊を離脱する。
レボリューション
『ガンダム・センチネル』に登場。エアーズ市民艦隊旗艦。グリプス戦役時には指揮下のサラミス改級3隻とともにティターンズ側についてコロニーレーザー攻防戦に参加。その際に大損害を受けたため、4隻ともペズンの反乱の際には戦闘には加わっていない。
イズミール
雑誌企画『ADVANCE OF Ζ ティターンズの旗のもとに』に登場。ティターンズ所属。艦長はトーマス・シュレーダー大佐。元はグリプスに配備されていたが、グリプス戦役勃発直後に重巡洋艦アスワンの僚艦としてコンペイトウへ転属となり、カラバのカムチャッカ基地の討伐作戦よりT3部隊マーフィー小隊の母艦となる。最終的にはコロニーレーザー争奪戦の中で敵MSの攻撃を受け轟沈し、シュレーダー艦長は他の乗員を脱出させた後に艦と運命を共にしている。
アラハス
漫画『ダブルフェイク アンダー・ザ・ガンダム』に登場。地球連邦軍とAE社が共同で運用する開発情報収集艦であり、サラミス改級をベースとしつつもファクトリーベースとしての機能を発揮するべく、船体前部を中心に大幅な改造が施されている。所属するファクトリーチームによって独自にMSを改造・新規開発する能力を有しており、Dガンダム・セカンドおよびサードやジェガン改を手がけている。一方で、戦闘能力は乏しい。
オッド・フェルド少佐を艦長としてジェガンの試験などを行っていたが、試作機テストなどのためにテキサスコロニーに寄港したところでテロ集団「カラード」の襲撃を受け、以後はテキサスの再建工事を行っていたモノトーン・マウス社の護衛も担当している。最終的には、一連の事件に介入したネオ・ジオンのドーガの攻撃を受けて撃沈されている。その後、再建の名目でアラハスIIという後継艦が建造されているが、これがアラハスの同型艦であるか否かについては明示されていない。
アルテミス
『ダブルフェイク』に登場。テキサスコロニーへ寄港するアラハスの護衛に当たるが、近傍に潜伏していたカラードのMS部隊の攻撃を受けて破壊される。
エスメラルダ
『ダブルフェイク』に登場。サラミス改級1隻とともに護衛のためアラハスと合流する予定だったが、戦艦レウルーラ所属のMS部隊の襲撃を受け、艦内に侵入したメラ・ドーガの破壊活動によって戦闘不能に陥る。
ヘラート
漫画 『機動戦士ガンダム エコール・デュ・シエル』に登場。ティターンズ所属。重巡洋艦ベオグラード及び同型艦1隻と共に海賊マリー一派の殲滅に向かうが、海賊の母艦であるパゾクをぶつけられ、轟沈する。

### ビッグアイ級情報収集艦
漫画『機動戦士ガンダム ムーンクライシス』に登場する情報収集艦。艦橋より後部はサラミス改級とほぼ同一だが、艦首の形状は大きく異なる。作中には環月方面軍所属の「雷眼」が登場。宇宙世紀0099年に発生した、ヌーベルエゥーゴとネオ・ジオンの共同軍による月面シッガルト発電基地占拠の際、偵察のために出動する。

## サラミス級宇宙警備艇
『機動戦士ガンダムUC』に登場。宇宙世紀初頭に連邦が配備している艦艇であり、0070年代の宇宙巡洋艦とはまったく異なる。デザイン自体は「先代スルガの姿」として『GUNDAM THE RIDE』のアトラクションおよびパンフレットに展示・記載されていたが、映像本編には登場せず、映像作品に登場したのは『ガンダムUC』が初である。
全長70メートル、船体はトラス構造の骨組みでできており、船首に操艇指揮所がある。船尾にロケット・エンジンを4基、船体下部に全長とほぼ等しいサイズの太陽電池パネルを搭載する。武装は船首下部にある高出力レーザー砲と、遠隔操作式レーザー衛星24基。ほかに装備バリエーションとして、船体中央に戦闘機を係留するジョイント・アームや、船体と同じ長さのレールガンなどがある。
宇宙世紀0001年1月1日の改暦セレモニーで、衛星軌道上に浮かぶ地球連邦首相官邸「ラプラス」を警護するために36隻が展開するが、テロによってラプラスは爆発・崩壊する（ラプラス事件）。小説版では不運にも破片の直撃を受けた艦は爆発したとされるが、アニメ版ではそのような描写はない。